# DVV (verzekering)

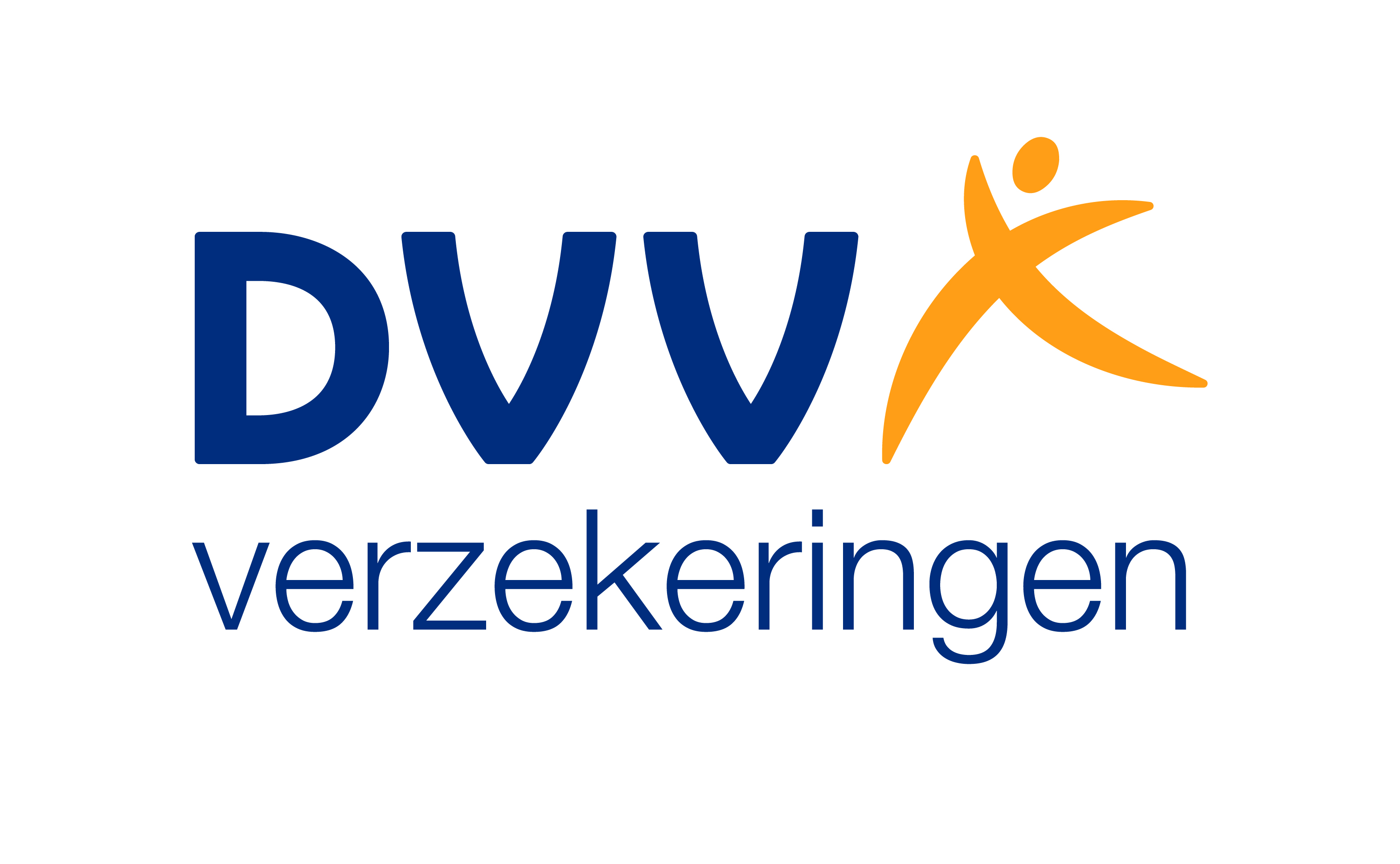
Het moderne logo van DVV

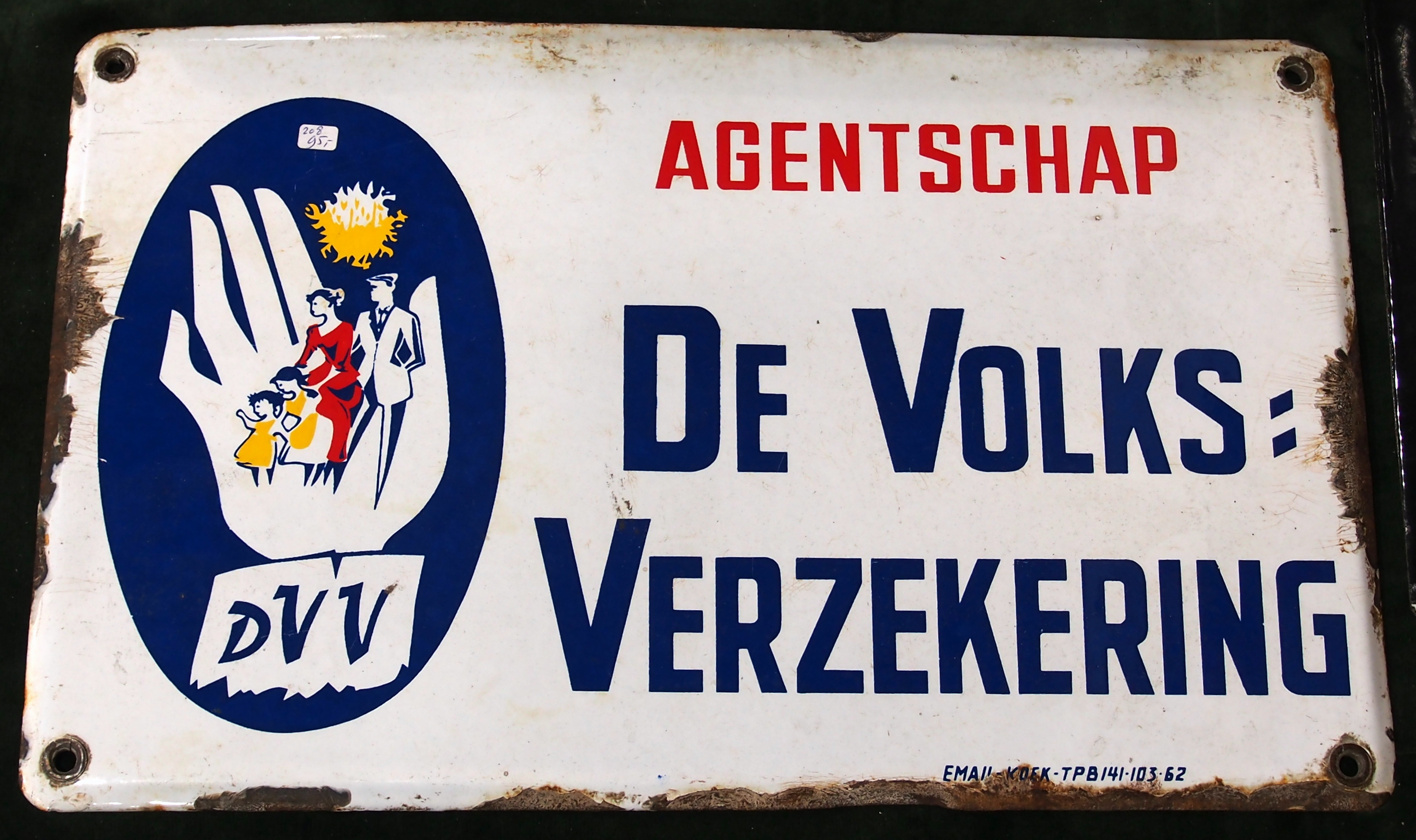
Het vroegere logo van DVV

DVV of De Volksverzekering is een merk van de Belgische verzekeringsmaatschappij Belfius Verzekeringen. In het Franstalige gedeelte van België werkt men onder de naam Les AP.
In 1929 werd deze maatschappij binnen het ACW (nu Beweging.net) opgericht door kanunnik Louis Colens en zijn medewerkers Paul-Willem Segers en Oscar Behogne onder de naam "Centrale Volksverzekering".
In eerste instantie had men alleen brand- en ongevallenverzekeringen in de portefeuille, maar deze werden later uitgebreid met levensverzekeringen, autoverzekeringen, pensioensparen, groepsverzekeringen en andere spaarformules eigen aan bank-verzekeraars.
In 1997 werd de verzekeraar Corona overgenomen en in 1999 werd DVV de verzekeraar binnen de holding Artesia Banking Corporation. De deelname in Paribas Bank België verruimde de mogelijkheden op het gebied van bankverzekeringen, in samenwerking met de BAC. 
Na overname van de maatschappijen Belstar en Luxstar in 1999 fuseerde DVV, BAC en Artesia in 2001 met de bank Dexia. Via hun holding Arco werd het ACW (nu Beweging.net) de grootste aandeelhouder van Dexia samen met de Gemeentelijke Holding.